# Ordine reale della Stella di Oceania
L'ordine reale della Stella di Oceania è stato un ordine cavalleresco del regno delle Hawaii.

## Storia
L'ordine venne fondato il 16 dicembre 1886 dal re Kalākaua per ricompensare i servizi resi nel portare avanti il nome e l'influenza delle Hawaii tra le comunità indigene delle isole degli oceani Pacifico e Indiano, e nei continenti contigui.

## Classi
L'ordine veniva concesso in sei classi ordinarie più una straordinaria come segue:
- Cavaliere di gran croce (15 membri)
- Grand'ufficiale (30 membri)
- Commendatore (45 membri)
- Ufficiale (60 membri)
- Compagno (75 membri)
- Medaglia d'oro
- Medaglia d'argento

## Insegne
- Il nastro era verde con due strisce bianche.

## Insigniti notabili
- Susuga Malietoa Laupepa (re delle Samoa) (07/01/1887).[1]